# 安德鲁·加贝尔
安德鲁·加贝尔（英語：Andrew Gabel，1964年12月23日—），美国男子短道速滑运动员。他曾代表美国参加1994年冬季奥林匹克运动会短道速滑比赛，获得男子5000米接力银牌。